# Oxira turbida
Oxira turbida là một loài bướm đêm trong họ Noctuidae.